# Jesse Pardon
Jesse Pardon (5 januari 1999) is een Nederlandse zanger en musicalacteur. Hij is bekend geworden van zijn deelname aan The Voice Kids.

## Theater
- Ciske de Rat - Sip
- Kruimeltje - Kruimeltje
- Dik Trom - Dik Trom
- On Golden Pond - Billy

## Televisie
- Wie wordt Kruimeltje? - Finalist
- The Voice Kids - Finalist Team Borsato

## Discografie
| Single met eventuele hitnotering(en) in de Nederlandse Top 40 | Datum van verschijnen | Datum van binnenkomst | Hoogste positie | Aantal weken | Opmerkingen                 |
| ------------------------------------------------------------- | --------------------- | --------------------- | --------------- | ------------ | --------------------------- |
| Bohemian Rhapsody                                             | 22-12-2012            | -                     |                 |              | Nr. 9 in de Single Top 100  |
| Angels                                                        | 18-02-2013            | -                     |                 |              | Nr. 42 in de Single Top 100 |